# Lowell Gilmore

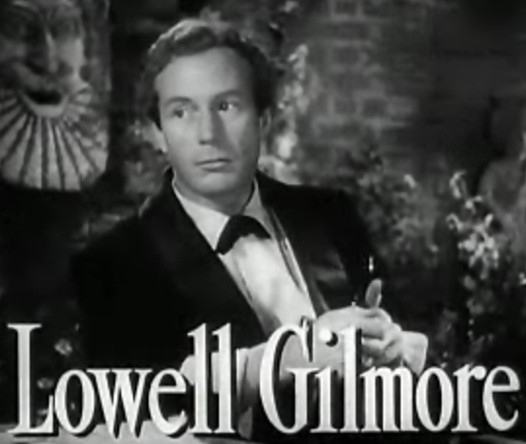
Lowell Gilmore i en filmtrailer.

Lowell Gilmore, född 20 december 1906 i St. Paul, Minnesota, död 31 januari 1960 i Hollywood, Kalifornien, var en amerikansk skådespelare. Gilmore debuterade på Broadway 1929 och kom där att medverka i tiotalet produktioner fram till 1943. Han gick sedan över till filmen där han debuterade 1944. Bland hans mest framstående filmroller kan nämnas konstnären Basil Hallward i 1945 års filmversion av Dorian Grays porträtt. Senare på 1950-talet gjorde han mest gästroller i TV-serier.

## Filmografi, urval
- 1945 – Dorian Grays porträtt
- 1945 – Möte i dimman
- 1949 – Den stängda trädgården
- 1950 – Kung Salomos skatt
- 1951 – Polisspärr